# Turó de Sant Ermengol
El Turó de Sant Ermengol és una muntanya de 396 metres que es troba al municipi dels Plans de Sió, a la comarca catalana de la Segarra.